# Асеев, Александр Леонидович
Алекса́ндр Леони́дович Асе́ев (род. 24 сентября 1946, Улан-Удэ) — советский и российский физик. Академик РАН (2006, член-корреспондент с 2000), в 2008—2017 годах — её вице-президент и председатель Сибирского отделения (СО) РАН. В 1998—2013 годах — директор Института физики полупроводников им. А. В. Ржанова СО РАН.

## Биография
Окончил физический факультет Новосибирского государственного университета (1968).
В 1975 году защитил кандидатскую диссертацию «Формирование дислокационной структуры монокристаллических слоёв кремния и германия на различных подложках», в 1990 году — докторскую диссертацию «Структурные перестройки в кристаллах кремния и германия при большой скорости генерации точечных дефектов».
С 1998 года по 25 апреля 2013 года являлся директором Института физики полупроводников им. А. В. Ржанова СО РАН.
Член-корреспондент с 2000 года.
По совместительству с 1 сентября 2002 г. — профессор кафедры физики полупроводников физического факультета Томского государственного университета.
С 2006 года — академик РАН.
В 2008—2017 годах — председатель Сибирского отделения (СО) РАН, вице-президент РАН.
В 1998—2013 годах — директор Института физики полупроводников им. А. В. Ржанова СО РАН.
Учениками Асеева защищено 4 кандидатских и 2 докторских диссертации.
Асеев — автор и соавтор 200 научных работ, в том числе 5 монографий и 9 патентов.
Александр Асеев входит в состав учёного совета НГУ.
Член секции нанотехнологий Отделения нанотехнологий и информационных технологий РАН[когда?].
Доктор физико-математических наук, профессор.
Основные научные интересы относятся к изучению атомной структуры и электронных свойств полупроводниковых систем пониженной размерности, развитию технологий полупроводниковой микро-, опто- и наноэлектроники.
Активный противник реформы Российской академии наук по предлагаемому Правительством РФ проекту с самого её начала в 2013 году. В середине сентября 2017 года в своём обращении оценил реформы как «непродуманные и катастрофические», возложил на «реформаторов» вину за срыв выборов президента РАН в марте и предупредил о возможности срыва ими и сентябрьских выборов. В том же обращении одобрил решение Президиума СО РАН о поддержке на выборах кандидатур Е. Н. Каблова и Г. Я. Красникова, так как «они в значительной степени независимы от основного инструмента в проведении разрушительных для РАН „реформ“ — ФАНО».

## Скандал с приватизацией коттеджа
В 2010 году на месте коттеджа на улице Мальцева, в котором жила вдова академика Д. К. Беляева с сыном, был построен новый дом площадью около 600 м². и гараж на два автомобиля. 18 ноября 2019 года в здании управления делами СО РАН прошли обыски, причиной стали подозрения о превышении должностных полномочий бывшим управляющим делами СО РАН Эдуарда Скубневского. «В ходе незаконных действий управляющего делами СО РАН произошло выбытие объекта недвижимости из собственности Российской Федерации и причинение ущерба бюджету на сумму более 67 миллионов рублей», — говорится в официальном сообщении следственного комитета. По мнению следствия, в 2014 году Скубневский, в нарушении действующего законодательства и порядка предоставления служебных помещений, заключил с председателем президиума А. Л. Асеевым на безвозмездной основе договор служебного найма коттеджа. Э. В. Скубневский сообщил, что учёные, занимавшие коттеджи, в 2014 году захотели их приватизировать, для чего необходимо было оформить договора соцнайма. «Я подписывал их всем, и это было абсолютно законно».
В 2015 году после того, как стало известно о приватизации коттеджа, академики Н. Л. Добрецов, А. П. Деревянко, Ю. И. Шокин, В. Н. Пармон и А. Э. Конторович потребовали от Асеева сложить с себя полномочия. Позднее Алексей Конторович выступил в защиту Асеева.
Академик Асеев в ноябре 2019 года прокомментировал данный инцидент изданию Газета.ру: «Я уехал на конференцию в Дубай, где делаю доклад. Это большая глупость и дурь, как и обыски у Колачевского. Вопрос этот давно решён, и все судебные разборки прошли. Кому-то неймётся нагнетать истерику вокруг Академии. Всё это не красит Следственный комитет… Мне выделили коттедж Беляева, он оказался в плохом состоянии, его обновили, причём за мой счёт. Плюс четырёхкомнатную квартиру, построенную на собственные деньги, я передал в казну, потом её передали Сибирскому отделению». В интервью ТАСС Асеев сообщил, что планирует «подавать встречный иск за нанесение ущерба деловой репутации и морального ущерба». 20—21 ноября 2019 года в Дубае проходила международная конференция по нанотехнологии и наноматериалам, где Асеев входил в организационный комитет конференции и представил доклад «Полупроводниковые наноструктуры: физика, технология и применения».
В августе 2021 года обвинительное заключение по делу было направлено в суд, 31 августа состоялось первое заседание.
В апреле 2023 обвинение попросило суд признать Асеева виновным по ч. 4 ст. 159 УК РФ (мошенничество, совершенное с использованием служебного положения в особо крупном размере) и назначить наказание в виде пяти лет лишения свободы условно с испытательным сроком 3 года со штрафом 500 тыс. рублей.
21 декабря 2023 академик Асеев лишен звания почетного жителя города Новосибирска по решению депутатов городского совета Новосибирска.

## Награды и почести
- Медаль ордена «За заслуги перед Отечеством» I степени (25 января 2017) — за большой вклад в развитие науки, образования, подготовку квалифицированных специалистов[19].
- Медаль ордена «За заслуги перед Отечеством» II степени (2008)[20].
- Почётный профессор Бурятского государственного университета (2010).
- Иностранный член Монгольской академии наук (2011)[21]
- Иностранный член Национальной академии наук Беларуси (2014)[22][23]

## Интервью
- Интервью А. Л. Асеева // «Наука в Сибири», 23 мая 2013, спецвыпуск
- Интервью академика А. Л. Асеева на сайте «Научная Россия»